# Uilgislo de Ripon
Uilgislo de Ripon (em latim: Uilgislus; Wilgi(s)ls) ou Hilgis, foi um santo do século VII e eremita da Inglaterra anglo-saxônica, que foi o pai de São Vilibrordo. Sua festa é comemorada em 31 de janeiro pela Igreja Católica.

## Vida
Ele é conhecido principalmente pela Vida de São Vilibrordo de Alcuíno, mas também é mencionado por Secgan e Beda.
Alcuíno diz que ele era um rude ou "um camponês não servil", e o chama de um saxão da Nortúmbria, que era predominantemente Anglo na época.
São Vilibrordo, nascido em 658 d.C., o apóstolo da Frísia e padroeiro dos Países Baixos e Luxemburgo era seu filho. Alcuíno também escreve que Uilgislo era Pater familias da própria família de Alcuíno e que ele (Alcuíno) herdou o oratório e a igreja de Uilgislo por herança, indicando uma relação familiar próxima. Uilgislo também era parente distante de Beornred, o abade de Echternach e bispo de Sens.
Uilgislo confiou seu filho à igreja e se estabeleceu nas margens do Humber, onde viveu como um eremita. Sua fama aumentou e ele recebeu o patrocínio real que lhe permitiu fundar um oratório e uma igreja na foz do Humber.